# قصة الحي الغربي (فلم 2021)
قصة الحي الغربي (بالإنجليزية: West Side Story) فيلم درامي موسيقي أمريكي رومانسي أخرجه وشارك في إنتاجه ستيفن سبيلبرغ، كتب السيناريو توني كوشنر وصمم الرقصات جوستين بيك. الفيلم مقتبس من مسرحية برودواي الموسيقية لعام 1957 التي تحمل نفس الاسم من تأليف آرثر لورنتس وليونارد برنستاين وستيفن سوندهايم، والتي تستند إلى مسرحية روميو وجولييت لشكسبير. من المتوقع أن يكون سيناريو الفيلم أقرب إلى سيناريو برودواي أكثر من الفيلم المقتبس عام 1961 من إخراج روبرت وايز وجيروم روبينز. يقوم بالبطولة أنسل إلغورت وراشيل زيجلر، بالإضافة إلى ريتا مورينو، نجمة الفيلم الأصلي لعام 1961، والتي ظهرت في دور مساند.

## طاقم التمثيل
- أنسل إلغورت: في دور توني
- راشيل زيجلر: في دور ماريا
- أريانا ديبوس: في دور أنيتا
- ديفيد الفاريز: في دور برناردو
- مايك فيست: في دور ريف
- كوري ستول: في دور ملازم شرطة شرانك
- بريان دارسي جيمس: في دور رقيب شرطة كروبكي
- ريتا مورينو: في دور فالنتينا
- كيرتس كوك: في دور أبي

عصابة الجيتس:
- كيفن كسولاك: في دور ديزل
- عزرا ميناس: في دور انيبودي
- بن كوك: في دور ماوث بيس
- شون هاريسون جونز: في دور أكشن
- باتريك هيغينز: في دور الطفل جون
- بالوما جارسيا لي: في دور جرازيلا
- مادي زيجلر: في دور فيلما

عصابة الشاركس:
- جوش أندريس ريفيرا: في دور تشينو
- آنا إيزابيل: في دور روزاليا
- جوليوس أنتوني روبيو: في دور كيكي
- ريكاردو زياس: في دور شاغو
- سيباستيان سيرا: في دور براوليو
- كارلوس سانشيز فالو: في دور بيبو[3]

## ملخص أحداث الفيلم
قصة حب محرم بين توني وماريا، يضيف هذا الفيلم المقتبس عن مسرحية روميو وجولييت لشكسبير لمسة موسيقية على القصة الأصلية. تدور أحداث الفيلم في أمريكا في الخمسينات من القرن الماضي، حيث العصابات المتنافسة «أسماك القرش» و «جيتس» التي تتنافس على الأراضي في الشوارع. تحدث علاقة عاطفية بين توني عضو في الجيتس، وماريا وهي الأخت الصغرى لزعيم أسماك القرش برناردو، وفي محاولة لإخفاء علاقتهما الرومانسية، بدأت ماريا وتوني في الاجتماع سراً، غير مدركين لنتيجة هذا الحب المحرم.

## الإنتاج
أعرب ستيفن سبيلبرغ في مارس 2014، لأول مرة عن اهتمامه بإخراج نسخة جديدة من الفيلم، ووافقت على ذلك شركة فوكس. كشف توني كوشنر، الذي عمل سابقًا مع سبيلبرغ في عام 2005 في ميونيخ وأيضًا في لينكولن في عام 2012، في مقابلة في يوليو 2017 أنه كان يكتب سيناريو الفيلم، مشيرًا إلى أنه سيترك الأغاني كما هي، وأن القصة ستكون أقرب إلى الموسيقية الأصلية من فيلم عام 1961.
كان المقرر في البداية إصدار الفيلم في الولايات المتحدة في 18 ديسمبر 2020، وبسبب جائحة كوفيد 19، أرجأت الشركة موعد الإصدار إلى 10 ديسمبر 2021، والذي سيتزامن مع الذكرى الستين لإصدار الفيلم الأصلي لعام 1961.

## وصلات خارجية
- مقالات تستعمل روابط فنية بلا صلة مع ويكي بيانات